# Wolfsegg am Hausruck
Wolfsegg am Hausruck è un comune austriaco di 2 025 abitanti nel distretto di Vöcklabruck, in Alta Austria; ha lo status di comune mercato (Marktgemeinde).